# Matasia satana
Matasia satana är en nattsländeart som beskrevs av Martin E. Mosely 1936. Matasia satana ingår i släktet Matasia och familjen Conoesucidae. Inga underarter finns listade i Catalogue of Life.